# Sieghardt-von-Köckritz-Preis
Mit dem Sieghardt von Köckritz-Preis werden Persönlichkeiten geehrt, die sich in besonderer Weise um die Bewahrung von Kulturdenkmalen in Deutschland verdient gemacht haben. 
Er wurde im Jahr 1999 von der Deutschen Stiftung Denkmalschutz zum Gedenken an ihren Mitbegründer, den ehemaligen Abteilungsleiter Kultur im Bundesministerium des Innern, Sieghardt von Köckritz (* 1929, † 1996) gestiftet. Mit dem Preis verbunden ist eine Dotation in Höhe von 25.000 Euro (früher 50.000 DM); diese Summe soll einem vom jeweiligen Preisträger ausgewählten denkmalgeschützten Objekt zugutekommen.
Das Preisobjekt wurde von dem Lübecker Silberschmiedeatelier Margarete und Werner Oehlschlaeger gestaltet. Es ist ein Silberzylinder mit unterschiedlichen Metallbeschlagungen, welche Motive der Sakral- und Profanarchitektur aus verschiedenen Jahrhunderten zeigen.

## Preisträger
- 1999: Dieter Stolte, Intendant des ZDF (zugunsten der Burg von Altenburg/Thüringen)
- 2001: Alt-Bundespräsident Richard von Weizsäcker (zugunsten der Dorfkirche im brandenburgischen Annenwalde (zu Templin), 1825 von Karl Friedrich Schinkel erbaut)
- 2003: Karl Gustaf Ratjen, ehem. Vorstandsvorsitzender der Metallgesellschaft (zugunsten des Klosters Ilsenburg); Hans Friderichs, ehem. Bundesminister für Wirtschaft, (zugunsten des Römischen Theaters in Mainz); Erhard Bouillon, ehem. Vorstandsvorsitzende der Hoechst AG (zugunsten der Restaurierung der Kreuzigungsgruppe auf dem Justinuskirchplatz in Frankfurt-Höchst)
- 2005: Jobst Plog, Intendant des NDR (zugunsten der ehemaligen Synagoge in Hagenow/Mecklenburg-Vorpommern)
- 2007: Ernst Elitz, Intendant des Deutschlandradios (zugunsten der Liboriuskapelle in Creuzburg/Thüringen)
- 2016: Horst von Bassewitz, Architekt aus Hamburg (zugunsten des Hufnerhauses Moorfleeter Deich 483 von 1547 in Hamburg-Allermöhe)[1]